# Lupettiana parvula
Lupettiana parvula är en spindelart som först beskrevs av Banks 1903.  Lupettiana parvula ingår i släktet Lupettiana och familjen spökspindlar. Inga underarter finns listade i Catalogue of Life.